# HD 42818
HD 42818 är en vit stjärna i huvudserien i stjärnbilden Giraffen. HD 42818 har en visuell magnitud på +4,76 och ligger på ungefär 176 ljusårs avstånd.